# Callichroma sibutica
Callichroma sibutica là một loài bọ cánh cứng trong họ Cerambycidae.